# Сучевень (Галац)
Сучевень, Сучевені (рум. Suceveni) — село у повіті Галац в Румунії. Входить до складу комуни Сучевень.
Село розташоване на відстані 230 км на північний схід від Бухареста, 64 км на північ від Галаца, 131 км на південь від Ясс.

## Населення
За даними перепису населення 2002 року у селі проживали 1436 осіб, з них 1432 особи (99,7%) румунів. Рідною мовою 1434 особи (99,9%) назвали румунську.